# Stubno (gemeente)
De gemeente Stubno is een landgemeente in het Poolse woiwodschap Subkarpaten, in powiat Przemyski.
De zetel van de gemeente is in Stubno.
Op 30 juni 2004 telde de gemeente 4055 inwoners.

## Oppervlakte gegevens
In 2002 bedroeg de totale oppervlakte van gemeente Stubno 89,12 km², waarvan:
- agrarisch gebied: 73%
- bossen: 10%

De gemeente beslaat 7,34% van de totale oppervlakte van de powiat.

## Demografie
Stand op 30 juni 2004:
| Omschrijving                   | Totaal | Totaal | Vrouwen | Vrouwen | Mannen | Mannen |
| ------------------------------ | ------ | ------ | ------- | ------- | ------ | ------ |
| eenheid                        | aantal | %      | aantal  | %       | aantal | %      |
| inwoners                       | 4055   | 100    | 2024    | 49,9    | 2031   | 50,1   |
| bevolkingsdichtheid (inw./km²) | 45,5   | 45,5   | 22,7    | 22,7    | 22,8   | 22,8   |

In 2002 bedroeg het gemiddelde inkomen per inwoner 1498,64 zł.

## Administratieve plaatsen (sołectwa)
De gemeente bestaat uit 8 sołectwo: Barycz, Gaje, Hruszowice, Kalników, Nakło, Starzawa, Stubienko en Stubno.

## Overige plaatsen
Chałupki Dusowskie, Czeremosznia, Gęsia Wola, Kolonia Stubno, Kowaliki, Nowostawy, Pogorzelec, Przygon, Zagroble, Zakościele.

## Aangrenzende gemeenten
Medyka, Orły, Radymno, Żurawica. De gemeente grenst aan Oekraïne.